# Veľké Teriakovce
Veľké Teriakovce és un poble i municipi d'Eslovàquia. Es troba a la regió de Banská Bystrica.

## Història
La primera menció escrita de la vila es remunta al 1334.

## Demografia
| Godina             | 1994 | 2004   | 2014   | 2024   |
| ------------------ | ---- | ------ | ------ | ------ |
| Nombre de persones | 836  | 914    | 884    | 833    |
| Diferència         |      | +9,33% | −3,28% | −5,76% |

| Godina             | 2023 | 2024   |
| ------------------ | ---- | ------ |
| Nombre de persones | 845  | 833    |
| Diferència         |      | −1,42% |